# Ann Curry
Ann Curry (Hagåtña, 19 de novembro de 1956) é uma jornalista estadunidense. Curry trabalhou para a rede NBC News e foi apresentadora do programa Today. Em 2015, ela deixou a emissora após quase 25 anos.

## Carreira
Curry começou sua carreira no jornalismo em 1978 como estagiária na então afiliada da NBC (agora afiliada da CBS) KTVL em Medford, Oregon. Lá ela se tornou a primeira repórter feminina da emissora. Em 1980, mudou-se para a afiliada da NBC, KGW em Portland , onde era repórter e âncora. Quatro anos depois, se mudou para Los Angeles como repórter da KCBS-TV e recebeu dois Emmy Awards enquanto trabalhava como repórter de 1984 a 1990.